# Беккер, Рене Луи
Рене Луи Беккер (фр. René Louis Becker; 7 ноября 1882, Бишхайм — 28 января 1956, Дирборн, штат Мичиган) — американский композитор и органист эльзасского происхождения.
Сын Эдуара Беккера (1838—1895), органиста в Сен-Поль-де-Леоне, Шартре и с 1883 г. до конца жизни в страсбургской церкви Святого Иоанна. В 1896—1904 гг. учился в Страсбургской консерватории у Фрица Блумера и Эрнста Мюнха (фортепиано), Адольфа Гесснера (орган) и Карла Теодора Зомборна (гармония).
По окончании консерватории отправился в США, где с 1892 г. обосновался его старший брат Люсьен Беккер (1872—1943), также органист, ученик Александра Гильмана. Вместе с ещё одним братом, Камилем, они в 1905 г. основали в Сент-Луисе консерваторию братьев Беккеров, где Рене преподавал фортепиано и композицию. Затем в 1912—1915 гг. органист в Белвилле (штат Иллинойс), в 1915—1930 гг. в кафедральном соборе Петра и Павла в Олтоне, в 1930—1942 гг. в кафедральном соборе Святого Таинства в Детройте и наконец с 1942 г. в церкви Святого Альфонса в Дирборне.
Автор около 180 сочинений для органа, из которых наиболее значительна пятичастная Соната № 1 Op. 40 (1912). Её записали Виллем Хендрик Зварт в 1985 г. и его сын Эверхард Зварт в 1989 г.; первый альбом с произведениями Беккера выпустил в 2011 г. Дамин Спритцер, он же защитил посвящённую жизни и творчеству Беккера докторскую диссертацию.
С 1910 г. был женат на пианистке Анжеле Ландцеттель (1890—1950), также эльзасского происхождения.